# Hadrotettix trifasciatus
Hadrotettix trifasciatus är en insektsart som först beskrevs av Thomas Say 1828.  Hadrotettix trifasciatus ingår i släktet Hadrotettix och familjen gräshoppor. Inga underarter finns listade i Catalogue of Life.